# Gesamtanlage Altstadt Durlach
Die Gesamtanlage Altstadt Durlach in Durlach, einem Stadtteil von Karlsruhe, ist eine Gesamtanlage gemäß § 19 Denkmalschutzgesetz des Landes Baden-Württemberg. Sie besteht aus der im 12. Jahrhundert mit weitgehend planmäßigem Straßenraster gegründeten Kernstadt.

## Beschreibung

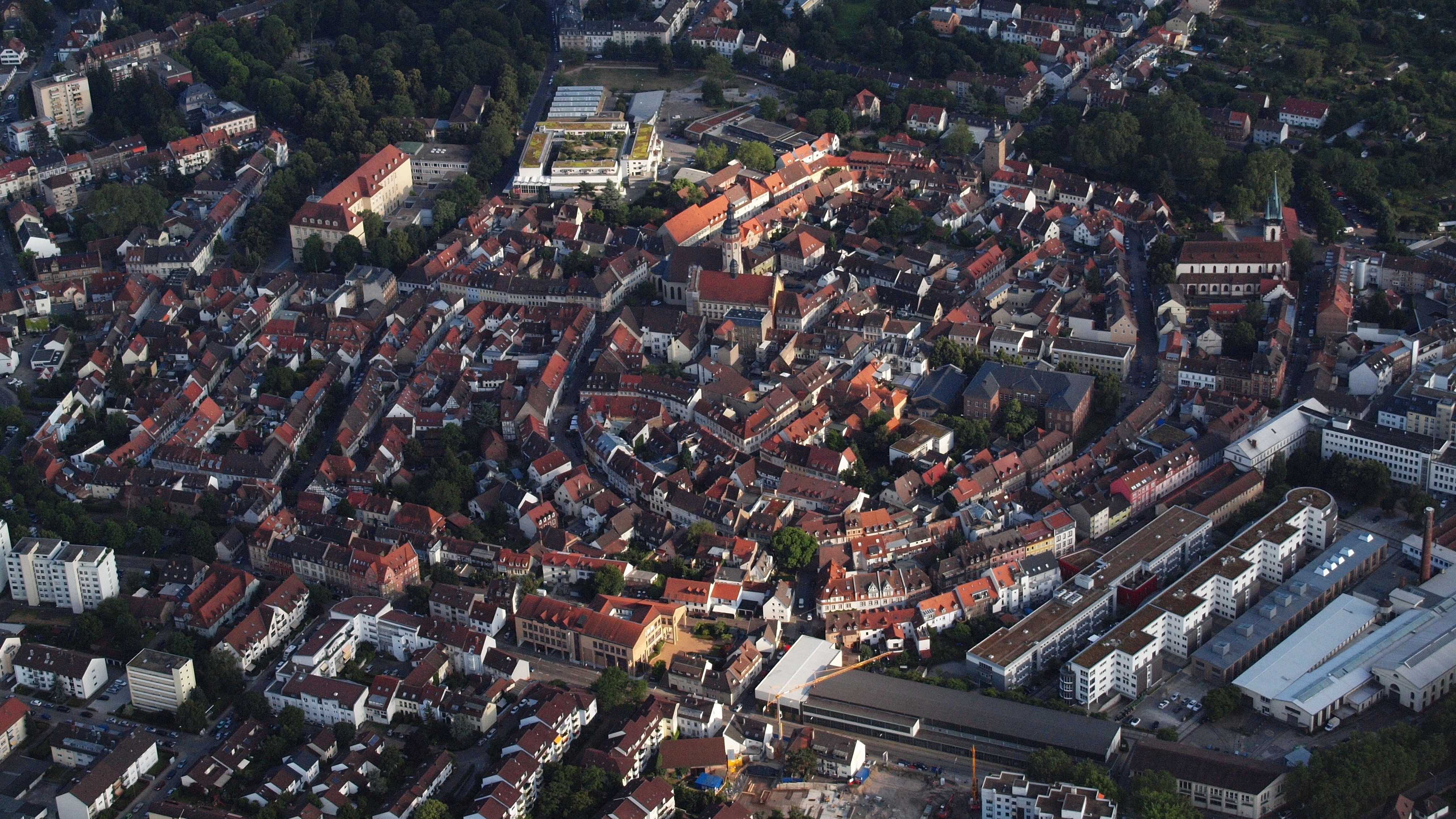
Blick auf die Altstadt von Durlach

Durlach wurde im 12. Jahrhundert gegründet und im 16. Jahrhundert zur markgräflich badischen Residenz ausgebaut. Die Gesamtanlage besteht aus der ovalen Kernstadt mit östlicher rechteckiger Stadterweiterung. Sie lässt sich mit den rund um die Stadt führenden Straßenzügen des 19. Jahrhdunerts als historischer Stadtkern deutlich abgrenzen. Besonderes Kennzeichen ist die sehr einheitlich wirkende, im Detail aber durchaus fein differenzierte, historische Bausubstanz, die auf die Zeit des Wiederaufbaus nach einer Brandkatastrophe im Jahr 1689 zurückgeht.
Nach § 19 des Denkmalschutzgesetzes (DSchG) Baden-Württemberg können die Gemeinden Gesamtanlagen durch Satzung unter Denkmalschutz stellen. Nicht nur einzelne Kulturdenkmale sind hier geschützt, sondern der ganze Orts- bzw. Stadtkern mit seinem historischen Grundriss, den Straßen und Plätzen, Grün- und Freiflächen sowie der Gesamtheit der historischen Bausubstanz, an deren Erhaltung aus wissenschaftlichen, künstlerischen oder heimatgeschichtlichen Gründen ein besonderes öffentliches Interesse besteht. Die Altstadt von Durlach ist seit 1998 eine geschützte Gesamtanlage.